# Liste de ponts de l'Allier
Cette liste présente les ponts, situés dans le département de l'Allier, classés par longueur (supérieure à 50 mètres) et par cours d'eau, ainsi que des ponts présentant un intérêt architectural ou historique.

## Ponts par gestionnaire

### Autoroutes
- Autoroute A71 :

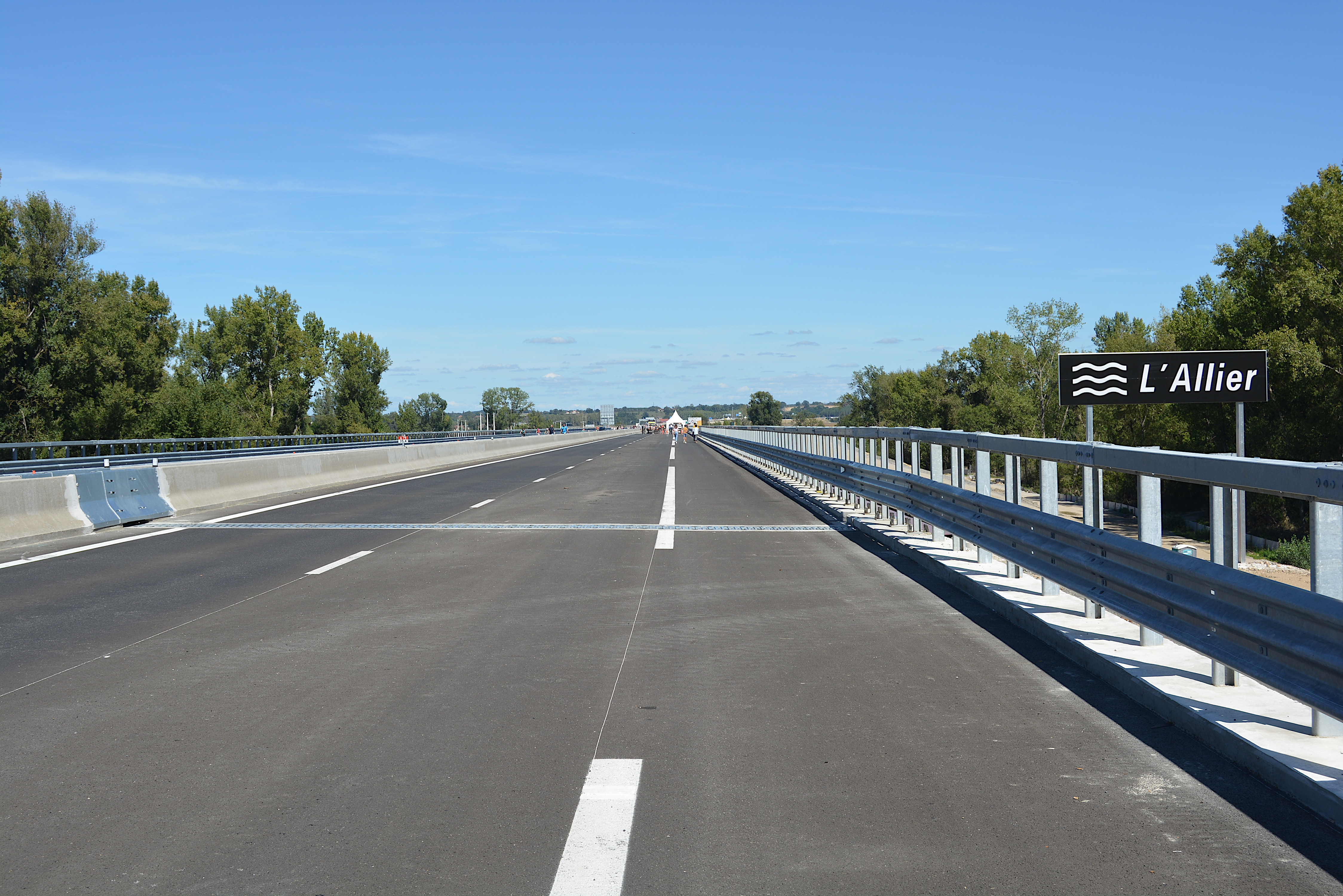
Pont de l'A79 sur l'Allier.

  - Pont sur le canal de Berry à 20 km au nord de Montluçon
  - Pont sur le Cher
  - Viaduc du Venant, sur le Venant, au PR 323 (340 m de longueur)
  - Pont sur la Sioule au PR 346-347
- Autoroute A79 :
  - Pont sur l'Allier (416 m de longueur)[1] (l'ancien pont de la route nationale 79, de 170 m de long, est déconstruit[2])
  - Viaduc de Digoin (486 m) entre Chassenard et Digoin (Saône-et-Loire)
- Autoroute A719 :
  - Pont sur l'autoroute A71 et la route départementale 998 (à une altitude de 500 mètres)

### Routes nationales
- Route nationale 7 :
  - Pont sur la Besbre au sud de Lapalisse
- Route nationale 145 :
  - Pont sur le Cher au nord de Montluçon

### Routes départementales
- Ponts sur l'Allier (de l'amont vers l'aval) :

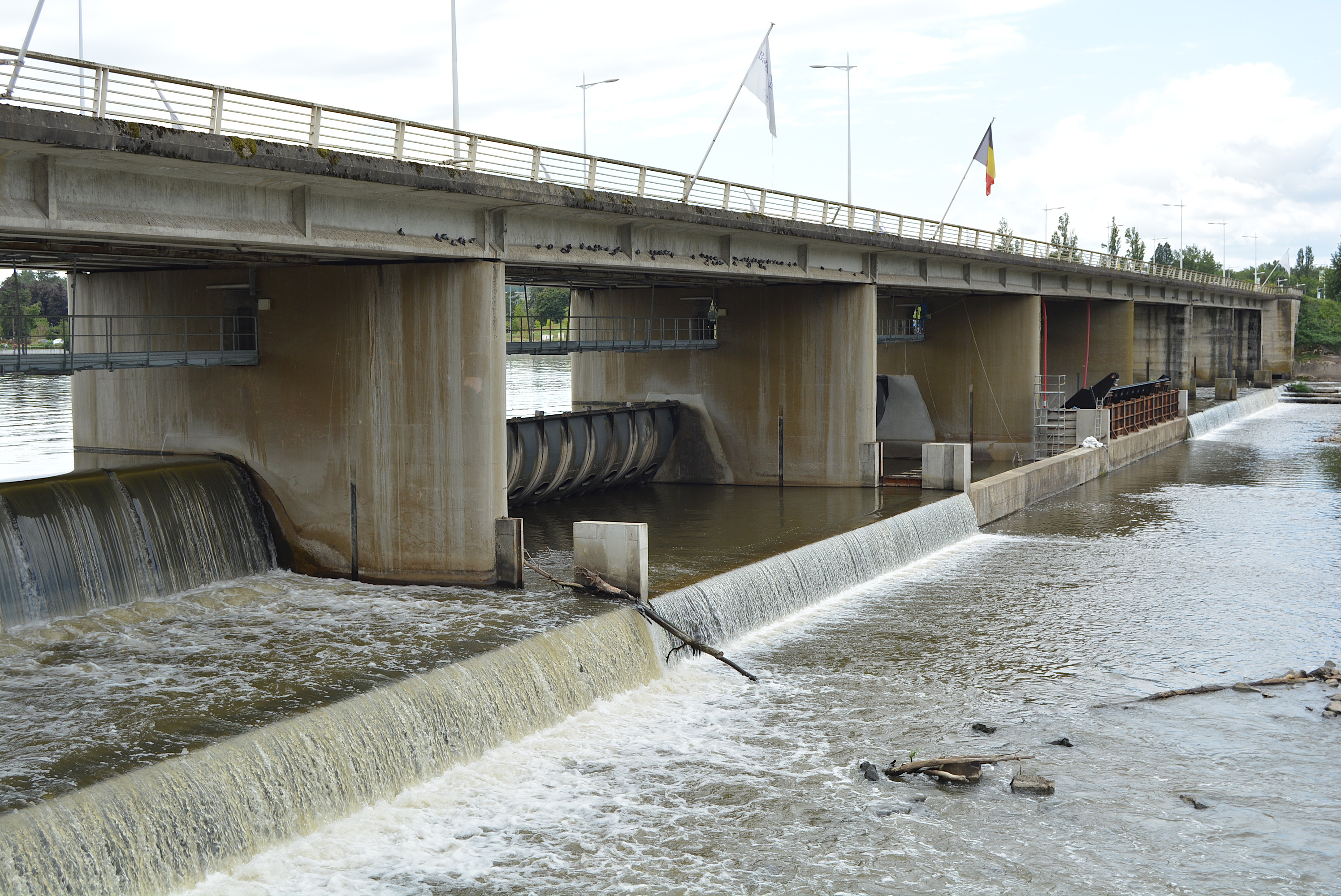
Pont-barrage de l'Europe, sur l'Allier.

  - Pont du contournement sud-ouest de Vichy (RD 906), Saint-Yorre/Saint-Priest-Bramefant (Puy-de-Dôme) ; construit en 2014 et 2015[3]
  - Pont des Sources, entre la RD 434 à Saint-Sylvestre-Pragoulin et la RD 121 à Saint-Yorre
  - Pont de Bellerive (renommé pont Jacques-Chirac en 2023), sur la RD 2209 (ancienne route nationale 209), entre Bellerive-sur-Allier et Vichy
  - Pont-barrage de l'Europe, sur la RD 6E, entre Bellerive-sur-Allier et Vichy et génère un plan d'eau sur l'Allier
  - Pont Boutiron, sur la RD 27, entre Charmeil et Creuzier-le-Vieux
  - Pont, sur la RD 67, entre Saint-Rémy-en-Rollat et Saint-Germain-des-Fossés
  - Pont, sur la RD 130, entre Marcenat et Billy
  - Pont, sur la RD 46, entre Paray-sous-Briailles et Varennes-sur-Allier
  - Pont, sur la RD 32, entre Châtel-de-Neuvre et La Ferté-Hauterive
  - Pont Régemortes, sur la RD 2009, à Moulins
  - Pont, sur la RD 133 entre Bagneux et Villeneuve-sur-Allier
  - Pont du Veurdre, sur la RD 978A au Veurdre
- Ponts sur le Cher :
  - Pont de la RD 152
  - Pont de la RD 151
  - Pont de la RD 504 à Lavault-Sainte-Anne
  - Pont de la RD 943 à Montluçon
  - Pont de la RD 302 près de Saint-Victor
  - Pont de la RD 114 près de Vaux
  - Pont de la RD 70 près de Reugny
  - Pont de la RD 541 près de Nassigny
  - Pont de la RD 11 à Vallon-en-Sully
  - Pont de la RD 28 près de Meaulne (à la frontière avec le département du Cher)
  - Pont de la RD 445 à Urçay (à la frontière avec le département du Cher)

### Autres voies
- Ponts sur l'Allier :
  - Nouveau pont (ouverture le 20 novembre 2023[4]), en aval du pont Régemortes, à Moulins[5]

### Ponts ferroviaires
- Ponts sur l'Allier :

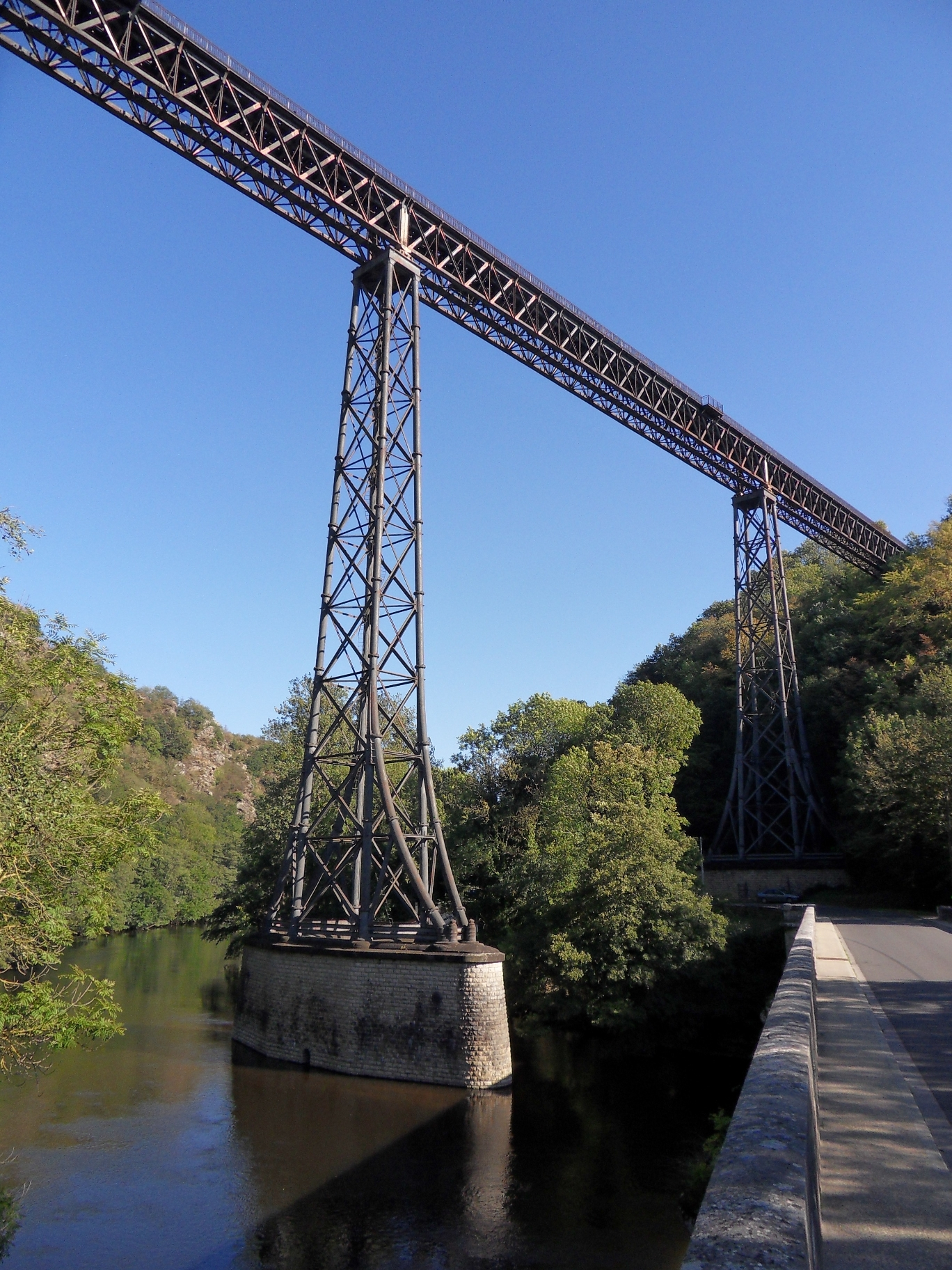
Viaduc de Rouzat, sur la Sioule, en 2012.

  - Pont ferroviaire et passerelle piétonne de la ligne de Vichy à Riom entre Abrest et Hauterive
  - Pont ferroviaire de la ligne de Saint-Germain-des-Fossés à Nîmes-Courbessac
  - Pont ferroviaire de la liaison de La Ferté-Hauterive à Gannat par Saint-Pourçain-sur-Sioule
  - Pont ferroviaire de la liaison de Moulins à Souvigny dit le Pont de fer ou Pont noir
- Ponts sur la Sioule :
  - Viaduc de Rouzat, sur la ligne de Commentry à Gannat, au-dessus de la RD 37
- Ponts sur le Cher :
  - Pont ferroviaire à Montluçon
  - Pont ferroviaire sur la liaison de Montluçon à Ussel
- Autres ponts :
  - Viaduc de Neuvial, sur la ligne de Commentry à Gannat, au-dessus de la RD 37

## Ponts par cours d'eau

### Ponts sur la Loire

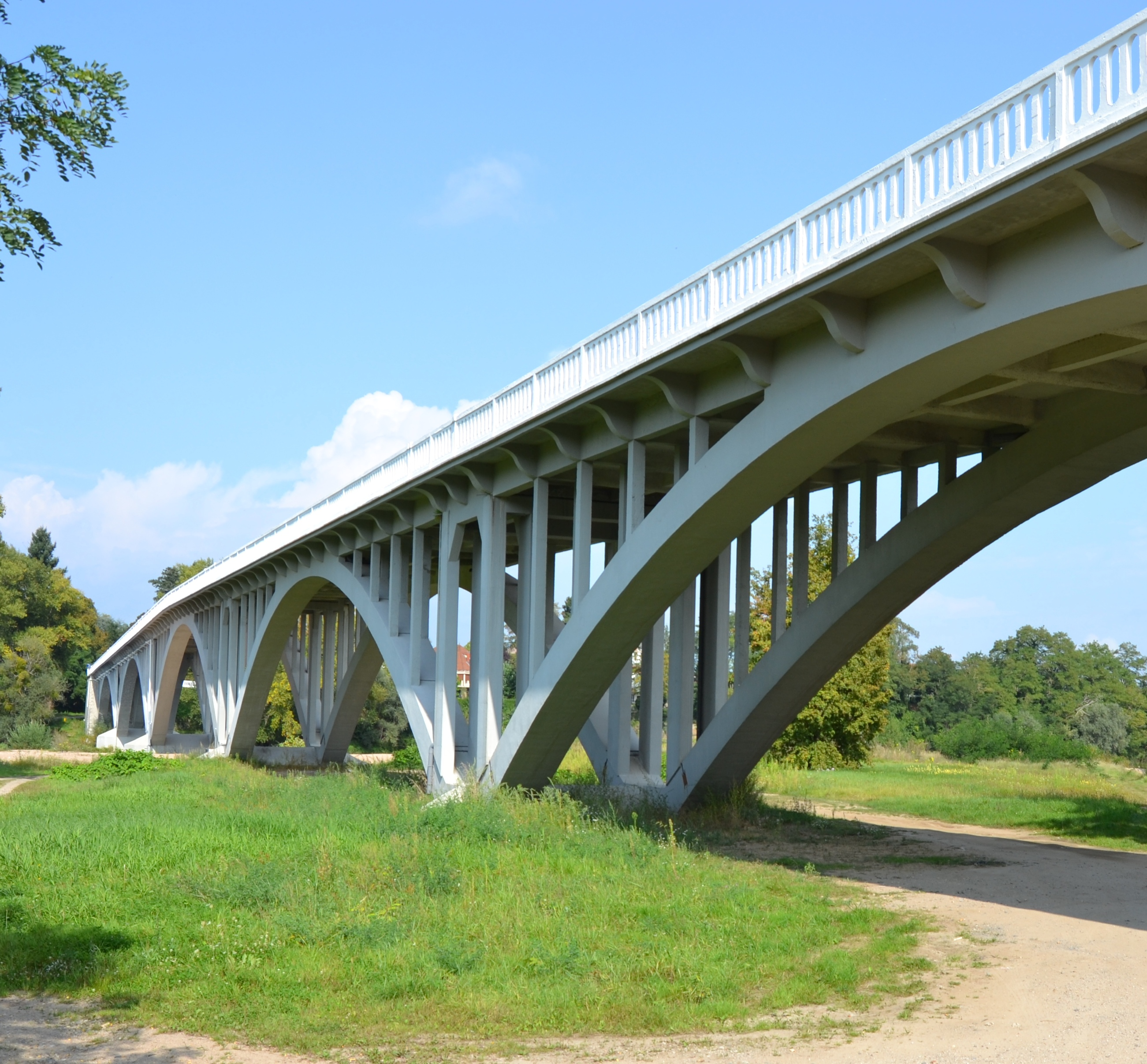
Le pont du Fourneau en septembre 2014.

Entre l'Allier (rive gauche) et la Saône-et-Loire (rive droite) :
- Pont, Cronat - Gannay-sur-Loire
- Pont du Fourneau, Bourbon-Lancy - Beaulon
- Pont, Gilly-sur-Loire - Diou
- Pont ferroviaire, Gilly-sur-Loire - Diou
- Pont, Digoin - Chassenard
- Pont-canal de Digoin, Digoin (Canal latéral à la Loire)
- Viaduc, Digoin - Chassenard (autoroute A79)
- Pont, Vindecy - Luneau

## Ponts présentant un intérêt architectural ou historique

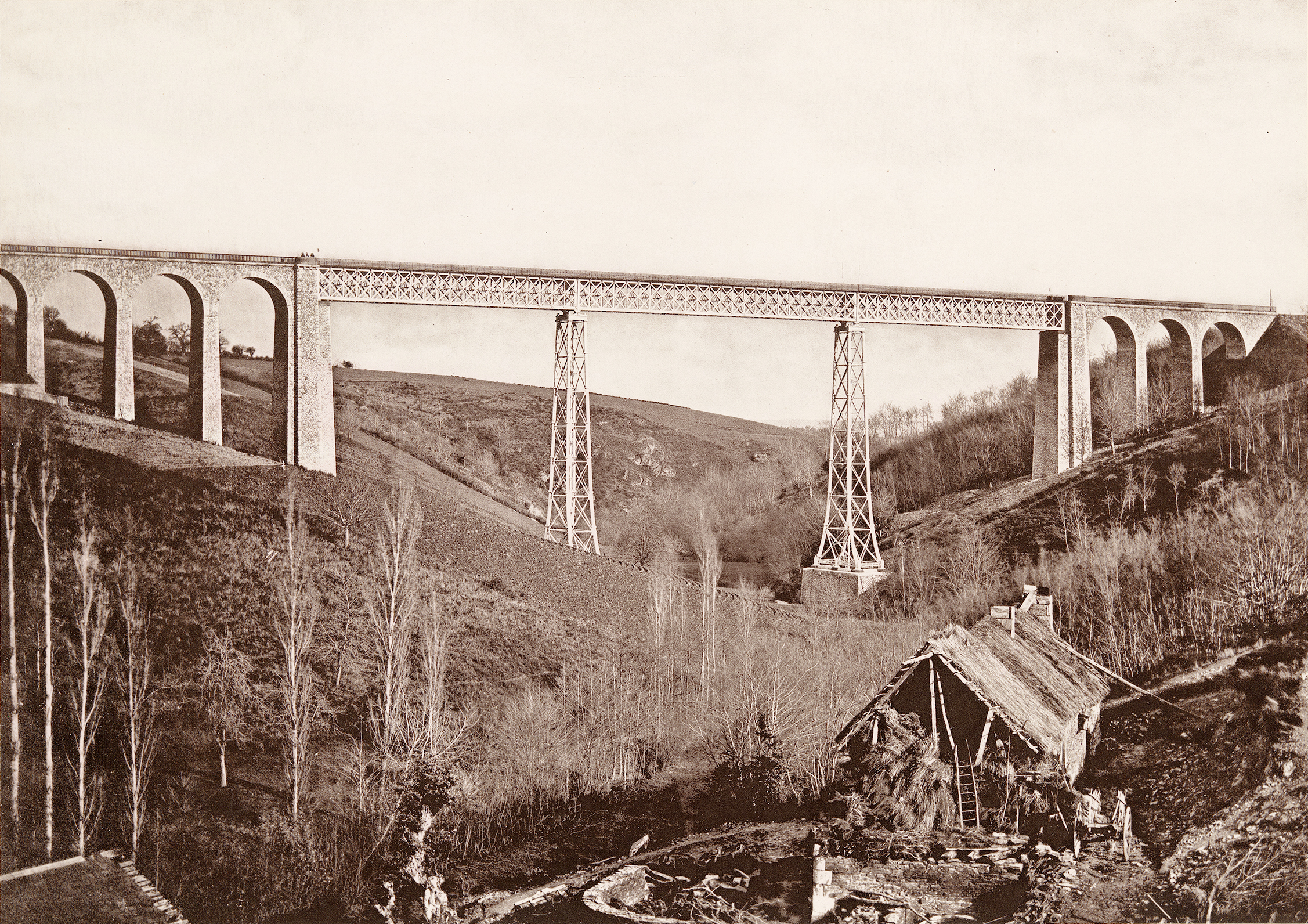
Viaduc du Belon

Les ponts de l’Allier inscrits à l’inventaire national des monuments historiques sont recensés ci-après.
- Viaduc ferroviaire du Belon à Coutansouze et Louroux-de-Bouble, long de 231,4 m mis en service en juin 1871, inscrit en 2009.
- Pont Boutiron - Charmeil et Creuzier-le-Vieux - XXe siècle[6]
- Pont Régemortes - Moulins - XVIIIe siècle
- Pont de la Vallée à Droiturier - XVIIIe siècle
- Viaduc de Neuvial - Mazerier et Bègues - XIXe siècle
- Viaduc de Rouzat - Bègues et Saint-Bonnet-de-Rochefort - XIXe siècle
- Pont canal de la Vouzance (canal latéral à la Loire) - Molinet - XIXe siècle

Autres ponts d'intérêt :
- Pont-canal de Chantemerle (canal du Berry) - Vaux - XIXe siècle

### Sources
Bases de données Mérimée du Ministère de la Culture et de la Communication.